# Dina Yanni
Dina Yanni (* 1977) ist eine österreichisch-ägyptische Politologin, Autorin und visuelle Künstlerin mit Fokus auf Remix-Kunst. Sie lebt und arbeitet in Wien.

## Werke
Dina Yannis Werke wurden auf Experimentalfilm- und Videokunstfestivals weltweit gezeigt. Ihr bisher bekanntestes Werk ist der Remix-Film The Dark, Debra aus dem Jahr 2019.

## Preise und Auszeichnungen
Dina Yanni ist Preisträgerin des Dissertationspreises für Migrationsforschung der Österreichischen Akademie der Wissenschaften und des Theodor Körner-Fonds zur Förderung von Wissenschaft und Kunst.